# Baritonsaxophon
Das Baritonsaxophon ist ein Musikinstrument aus der Familie der Holzblasinstrumente, ein Saxophon der tiefen Lage in Es. Manche Varianten haben eine Tief-A-Klappe, mit der der klingende Ton C gespielt werden kann. Es wird seltener solistisch verwendet, ist aber tragendes Element des Saxophonsatzes von Big Bands und Saxophonquartetten.
Durch den warmen und satten Klang kommt es teilweise dem Cello in der Klangfarbe sehr nahe.
Tonumfang: (C) Des – a1. Mit den sogenannten „Overtones“ (siehe Obertöne) kann jedoch auch in deutlich höheren Lagen gespielt werden. Der klingende Ton C kann nur auf Instrumenten mit Tief-A-Klappe gespielt werden.
Da der Klang des Baritonsaxophons eine große Terzdezime tiefer ist als notiert, gehört es zu den transponierenden Instrumenten.

## Wichtige Baritonsaxophonisten

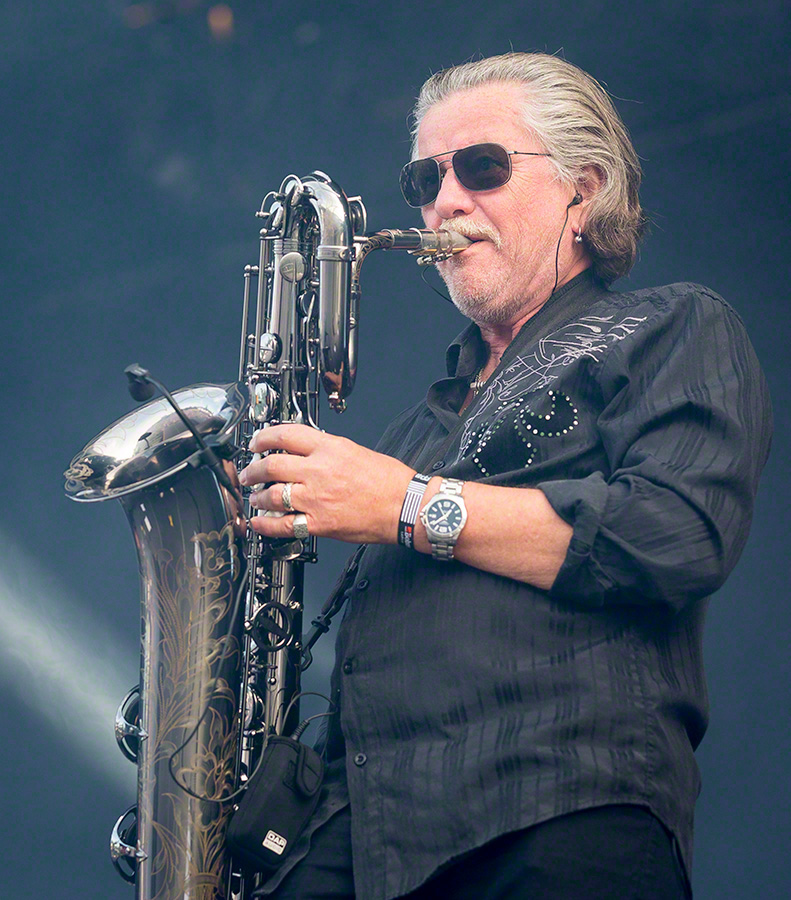
Bjørn Røstad mit einem Baritonsaxophon

Die wichtigsten Vertreter des Jazz-Baritonsaxophons sind Pepper Adams, Julian Argüelles, Hamiet Bluiett, Céline Bonacina, Nick Brignola, Peter Brötzmann, Ernie Caceres, Harry Carney, Serge Chaloff, Ronnie Cuber, Lars Gullin, George Haslam, Günter Kronberg, Stephen Kupka, Gerry Mulligan, John Oslawski, Leo Parker, Cecil Payne, Scott Robinson, Ronnie Ross, Sahib Shihab, Gary Smulyan, John Surman, Ian Underwood und Cecilia Wennerström. Im Jahr 2000 präsentierte John Williams seine Baritone Band, an der als weitere Baritonsaxophonisten John Surman, Chris Biscoe, Alan Barnes, Andy Panayi und Alan Wakeman beteiligt waren.
In der klassischen und zeitgenössischen Musik wird das Baritonsaxophon zumeist als Zweitinstrument verwendet, obwohl sich die Formation Saxophonquartett in der klassischen Kammermusik zunehmender Beliebtheit erfreut. Wichtige Baritonsaxophonisten sind hier Linda Bangs, Kenneth Coon vom Raschèr Saxophone Quartet, Matthias Schröder vom Pindakaas Saxophon Quartett oder Willem van Merwijk vom Aurelia Saxophone Quartet. Ein weiterer zeitgenössischer Musiker ist Leo Pellegrino.